# Anyinam
Anyinam est une ville et la capitale du district d'Atiwa East situé dans la région orientale du Ghana,,,,.
Anyinam est le lieu de naissance d'Osei Tutu. Selon Gus Casely-Hayford, "Aujourd'hui, Anyinam reste sacré pour les Asante." Le village contient un sanctuaire en commémoration de la naissance d'Osei Tutu.